# 中奥
中奥（なかおく）は、日本の室町時代に陸奥国の一部を指した地理区分である。おおよそ、現在の岩手県の中部から南部にあたる。
中奥は南北朝、室町時代の文書に見えるが、範囲をはっきり確定できるような史料はない。諸文書からの推測では、平安時代の奥六郡にあたる胆沢郡、江刺郡、和賀郡、紫波郡、稗貫郡、岩手郡の6郡に磐井郡を加えた地方であるらしい。場合によっては閉伊郡まで含めて中奥とした。